# Mestna avtobusna linija št. 25 (Ljubljana)
Mestna avtobusna linija številka 25 MEDVODE – ZADOBROVA je z 22 kilometri druga najdaljša izmed 33 avtobusnih linij javnega mestnega prometa v Ljubljani. Poteka v smeri severozahod - vzhod po nekaterih najprometnejših vpadnicah in povezuje središče občine Medvode s Šentvidom, Šiško preko centra mesta Ljubljane z Vodmatom, s Fužinami, Poljem in Zadobrovo.

## Zgodovina
Linija 25 je nastala 3. septembra 2007 z združitvijo dveh nekdanjih avtobusnih prog, in sicer proge št. 10 Kongresni trg – Zadobrova in proge št. 15 Bavarski dvor – Medvode.
Proga št. 10
V nekdanji občini Ljubljana se je zaradi gradnje naselij na vzhodnem obrobju mesta kmalu po drugi svetovni vojni pokazala potreba po povezavi predmestnih naselij s središčem mesta z rednimi primestnimi avtobusnimi progami. Tako so od 1. februarja 1952 začeli voziti avtobusi preko Sneberij do Zadobrove. Sprva so avtobusi vozili od končne postaje tramvaja v Savskem naselju, kmalu pa so progo podaljšali v središče mesta, in sicer je bilo postajališče urejeno pred tedanjim kinom Sloga na Ulici Moše Pijade. 22. maja 1963 so postajališče prestavili na kolodvor. Zatem so progo v Zadobrovo speljali po Njegoševi in Zaloški cesti.
Po letu 1973 je proga prišla pod okrilje mestnega prometa. Leta 1977 so progo s kolodvora in z Njegoševe ulice preusmerili preko Tromostovja in Bavarskega dvora za Bežigrad in nastala je proga Bežigrad – Zadobrova. Progo so nato konec leta 1982 skrajšali do Kongresnega trga (nekdanja oznaka Trg osvoboditve – Zadobrova).  Po izgradnji soseske Nove Fužine so progo speljali skoznjo. V taki obliki je nato proga obratovala do septembra 2007.
Proga št. 15
Medvode in Medno sta bila prvič z avtobusno progo s centrom Ljubljane že povezana leta 1929, ko je zasebni prevoznik Magister dobil koncesijo za vožnje. Po drugi svetovni vojni so vzpostavili javno avtobusno progo, a so jo zaradi vseh težav z ostalimi prevozniki in dovoljenji ukinili konec 60. let 20.stol., po protestih prebivalcev Medvod in Mednega pa je bila proga 15 ponovno vzpostavljena 1. oktobra 1971, tedaj na relaciji Bavarski dvor – Medvode. Kmalu so jo podaljšali z Bavarskega dvora do Bežigrada, kjer je bilo urejeno obračališče kar petih avtobusnih prog. Zaradi gneče za Bežigradom in racionalizacije je bila proga ponovno skrajšana do Bavarskega dvora leta 1983. V Medvodah so zaradi izgradnje novega priključka na magistralno cesto ob reki Sori spremenili potek proge, in sicer s Šeškove ulice na novozgrajeni priključek. V taki obliki je proga št. 15 vozila do septembra 2007.
5. novembra 2012 je bilo v Medvodah ob nogometnem igrišču odprto novo prestopno vozlišče, kjer je potnikom omogočen prestop na liniji št. 15 in 30. Zaradi tega je bil vozni red linije št. 25 prilagojen prestopanju.
Decembra 2012 je bil ob križišču med Chengdujsko in Zaloško v Fužinah vzpostavljen sistem Parkiraj in se pelji (P+R).

## Trasa
- smer MEDVODE – ZADOBROVA: Medvoška cesta - servisna cesta - Gorenjska cesta - cesta 211 - Medno - cesta 211 - Celovška cesta - Gosposvetska cesta - Slovenska cesta - Trg OF - Masarykova cesta - Njegoševa cesta - Hrvatski trg - Zaloška cesta - Pot na Fužine - Nove Fužine - Chengdujska cesta - Zaloška cesta - Zadobrovška cesta.
- smer ZADOBROVA – MEDVODE: Zadobroška cesta - Zaloška cesta - Chengdujska cesta - Nove Fužine - Pot na Fužine - Zaloška cesta - Hrvatski trg - Njegoševa cesta - Masarykova cesta - Trg OF - Slovenska cesta - Gosposvetska cesta - Celovška cesta - cesta 211 - Medno - cesta 211 - Gorenjska cesta - servisna cesta - Medvoška cesta - Klanska ulica.

## Režim obratovanja
Linija obratuje vse dni v letu, tj. ob delavnikih, sobotah, nedeljah in praznikih. Najpogosteje avtobusi vozijo ob delavniških prometnih konicah.

### Preglednice časovnih presledkov v minutah
| ura           | 1.9. - 30.6. | 1.7. - 31.8. |
| ------------- | ------------ | ------------ |
| 5.00 - 6.00   | 20-25        | 30-35        |
| 6.00 - 7.00   | 15-20        | 30-35        |
| 7.00 - 9.00   | 20-28        | 30-40        |
| 9.00 - 13.00  | 20-40        | 40           |
| 13.00 - 16.30 | 10-30        | 30-45        |
| 16.30 - 21.00 | 35-40        | 40-55        |
| 21.00 - 23.00 | 35-45        | 35-45        |

| ura           | vse leto |
| ------------- | -------- |
| 5.00 - 7.30   | 55-60    |
| 7.30 - 21.00  | 70       |
| 21.00 - 23.00 | 55-65    |

| ura           | vse leto |
| ------------- | -------- |
| 6.00 - 8.00   | 55       |
| 8.00 - 21.00  | 60-70    |
| 21.00 - 23.00 | 55-65    |

- Opisani intervali veljajo v času normalnih razmer v prometu. V primeru nesreč, zastojev, zaprtih cest se zamude zaradi daljših intervalov zelo hitro povečujejo. Zaradi vsakodnevnih zastojev je najbolj problematičen odsek trase Medno – Šiška, ki pa je po odprtju šentviškega predora le delno razbremenjen.

## Izhodišča za izletniške točke
Z obračališča Medvode se je možno peš podati na naslednjo izletniško točko v bližnji okolici:
- Grad Goričane.

S postajališča Medno pa se je možno po več poteh peš podati na naslednje točke:
- Slavkov dom na Golem Brdu,
- Bormes,
- Šmarna gora in Grmada (čez savsko brv Medno - Vikrče)
- Sveti Jakob,
- Jeterbenk,
- Topol pri Medvodah.